# Associazione Sportiva Orizzonte Catania 2015-2016

## Rosa
| N° |                          | Ruolo | Giocatore          |
| -- | ------------------------ | ----- | ------------------ |
|    | Nuova Zelanda (bandiera) | P     | Carina Harache     |
|    | Italia (bandiera)        | P     | Rosaria Zuccarello |
|    | Italia (bandiera)        | P     | Flavia Schillaci   |
|    | Stati Uniti (bandiera)   | D     | Emily Greenwood    |
|    | Italia (bandiera)        | D     | Francesca Musumeci |
|    | Italia (bandiera)        | D     | Giulia Campione    |
|    | Italia (bandiera)        | D     | Giulia Aiello      |
|    | Italia (bandiera)        | D     | Ylenia Buccheri    |
|    | Italia (bandiera)        | A     | Tania Di Mario     |

| N° |                   | Ruolo | Giocatore          |
| -- | ----------------- | ----- | ------------------ |
|    | Italia (bandiera) | A     | Sofia Lombardo     |
|    | Italia (bandiera) | A     | Claudia Marletta   |
|    | Italia (bandiera) | A     | Roberta Grillo     |
|    | Italia (bandiera) | A     | Isabella Riccioli  |
|    | Italia (bandiera) | A     | Roberta Santapaola |
|    | Italia (bandiera) | A     | Giulia Buccheri    |
|    | Italia (bandiera) | CB    | Valeria Palmieri   |
|    | Italia (bandiera) | CB    | Giorgia Amadeo     |

| Allenatore: | Martina Miceli |

## Mercato
| Acquisti | Acquisti        | Acquisti         | Acquisti |
| R.       | Nome            | da               |          |
| -------- | --------------- | ---------------- | -------- |
| D        | Giulia Campione | Blu Team Catania |          |
| A        | Giulia Buccheri | Blu Team Catania |          |

| Cessioni | Cessioni | Cessioni | Cessioni |
| R.       | Nome     | a        |          |
| -------- | -------- | -------- | -------- |

## Risultati

### Serie A1

#### Girone di andata
| Arbitri: | Giovanni Del Bosco Giovanni Lo Dico |

|                                                                             |           |                                                            |
| Di Mario: 5 Marletta: 4 Palmieri: 3 Riccioli: 2 Buccheri, Grillo, Aiello: 1 | Marcatori | 5: Motta 4: Pomeri 2: Citino 1: Garritano, De Cuia, Presta |

| Arbitri: | Paolo Bensaia Leonardo Ceccarelli |

|                                                                      |           |                                              |
| Frassinetti: 3 Viacava, Dufour, Millo, Maggi, Rambaldi, Cocchiere: 1 | Marcatori | 2: Di Mario, Marletta 1: Greenwood, Palmieri |

| Arbitri: | Raffaele Colombo Francesco Palmieri |

|                                           |           |                                                          |
| Di Mario, Palmieri: 3 Grillo, Marletta: 2 | Marcatori | 3: Tabani 2: Galardi 1: Giachi, Lapi, Albiani, Bartolini |

| Arbitri: | Fabio Collantoni Francesco Romolini |

|                                                              |           |                                                                                    |
| Cuzzupè: 3 Gamberini: 2 Garibbo, Mori, Bencardino, Drocco: 1 | Marcatori | 5: Palmieri 4: Di Mario 3: Marletta 2: Santapaola 1: Greenwood, Buccheri, Lombardo |

| Arbitri: | Giovanni Del Bosco Alessio Magnesia |

|                                                          |           |                                                  |
| Greenwood: 6 Palmieri: 5 Marletta: 2 Di Mario, Aiello: 1 | Marcatori | 5: Zimmerman 1: Verducci, Barboni, Udoh, Budassi |

| Arbitri: | Massimiliano Caputi Stefano Ricciotti |

|                                                                 |           |                                                                   |
| Bosurgi: 4 Morvillo, Radicchi, Garibotti, R. Aiello: 2 Lopez: 1 | Marcatori | 3: Di Mario 2: Greenwood, Marletta, Riccioli 1: Grillo, G. Aiello |

| Arbitri: | Gianluca Centineo Giovanni Lo Dico |

|                                                          |           |                                                                      |
| Di Mario: 4 Marletta: 3 Grillo, Palmieri: 2 Greenwood: 1 | Marcatori | 3: Cotti 2: S. Criscuolo 1: Avegno, Sessarego, C. Criscuolo, Ioannou |

| Arbitri: | Giuliana Nicolosi Attilio Paoletti |

|                                                                  |           |                                            |
| Palmieri: 6 Grillo: 3 Di Mario, Marletta, Amedeo: 2 Greenwood: 1 | Marcatori | 2: Acampora, Centanni 1: Maglitto, Foresta |

| Arbitri: | Raffaele Colombo Thomas Pagani Lambri |

|                                                                                  |           |                                   |
| Savioli: 3 Barzon, Queirolo, Robinson, Lascialandà: 2 Gottardo, Millo, Nencha: 1 | Marcatori | 2: Marletta 1: Di Mario, Riccioli |

#### Girone di ritorno
| Arbitri: | Stefano Alfi Mario Bianchi |

|                                                                     |           |                                                                   |
| D'Amico: 5 S. Motta: 3 Presta, R. Motta: 2 Citino, Koide, Pomeri: 1 | Marcatori | 4: Palmieri 3: Grillo 2: Marletta, Buccheri 1: Di Mario, Riccioli |

| Arbitri: | Giovanni Del Bosco Bruno Navarra |

|                                               |           |                                                                            |
| Marletta: 4 Di Mario, Palmieri: 2 Riccioli: 1 | Marcatori | 3: Cocchiere 2: Viacava, Dufour, Millo, Frassinetti 1: Rogondino, Rambaldi |

| Arbitri: | Stefano Pinato Alberto Rovida |

|                                                      |           |                                                                 |
| Tabani: 5 Bartolini: 3 Bosco, Galardi: 2 Francini: 1 | Marcatori | 6: Palmieri 2: Marletta 1: Di Mario, Grillo, Riccioli, Lombardo |

| Arbitri: | Tommaso Boccia Stefano Riccitelli |

| |           |                                                         |
| Di Mario, Palmieri: 3 Santapaola, Marletta: 2 Campione, Grillo, Buccheri, Aiello, Riccioli, Lombardo: 1 | Marcatori | 4: Pustynnikova 2: Drocco 1: Borriello, Gamberini, Mori |

| Arbitri: | Fabio Brasiliano Massimiliano Sponza |

|                                                                       |           |                                                                 |
| Zimmerman: 4 Barboni, Budassi: 2 Verducci, Manzoni, Mina, Pasquali: 1 | Marcatori | 3: Grillo 1: Santapaola, Di Mario, Palmieri, Marletta, Lombardo |

| Arbitri: | Gianluca Centineo Riccardo D'Antoni |

|                                 |           |                                                      |
| Marletta: 2 Grillo, Palmieri: 1 | Marcatori | 4: Garibotti 3: Radicchi, Aiello 2: Gitto 1: Bosurgi |

| Arbitri: | Leonardo Ceccarelli Arnaldo Petronilli |

|                                                                           |           |                                                                 |
| Avegno: 5 Tankeeva, Criscuolo: 4 Ioannou: 2 Casanova, Sessarego, Cotti: 1 | Marcatori | 3: Marletta 2: Santapaola, Di Mario 1: Grillo, Buccheri, Aiello |

| Arbitri: | Federico Braghini Bruno Navarra |

|                                                                             |           |                                                                             |
| Tortora: 3 Anastasio: 2 Maglitto, Vitiello, Acampora, Centanni, Esposito: 1 | Marcatori | 4: Grillo 3: Marletta 2: Di Mario, Buccheri, Lombardo 1: Campione, Riccioli |

| Arbitri: | Luca Iacovelli Giovanni Lo Dico |

|                                   |           |                                                                              |
| Di Mario, Marletta: 2 Riccioli: 1 | Marcatori | 2: I. Savioli, Millo, Robinson 1: Barzon, Gottardo, M. Savioli, Dario, Fisco |

#### Playoff - Quarti di finale
| Arbitri: | Raffaele Colombo Stefano Scappini |

|                                                                                |           |                                             |
| Maggi: 3 Viacava, Trucco: 2 Dufour, Millo, Rambaldi, Cocchiere, Frassinetti: 1 | Marcatori | 3: Di Mario 1: Palmieri, Marletta, Riccioli |

#### Playoff - Finale 5º/6º posto
| Arbitri: | Marco Ercoli Stefano Scappini |

|                                   |           |                                                           |
| Di Mario, Marletta: 2 Palmieri: 1 | Marcatori | 4: Tabani 2: Bartolini 1: Giachi, Lapi, Repetto, Francini |

### Coppa Italia

#### Prima Fase
Tre gruppi da tre e quattro squadre ciascuno: Il Catania è incluso nel Gruppo C, disputato a Catania.
| Arbitri: | Giovanni Del Bosco Federico Braghini |

|                                                                 |           |                                                     |
| Grillo, Marletta, Riccioli: 3 Santapaola: 2 Buccheri, Amadeo: 1 | Marcatori | 3: Foresta 2: Mazzola 1: Monaco, Acampora, Centanni |

| Arbitri: | Mario Bianchi Giovanni Del Bosco |

|                                                          |           |                                                     |
| Citino, Motta: 3 Koide: 2 De Cuia, Nicolai, Garritano: 1 | Marcatori | 3: Marletta 2: Riccioli 1: Grillo, Amadeo, Buccheri |

| Arbitri: | Giovanni Del Bosco Federico Braghini |

|                                                               |           |                                                             |
| Marletta: 2 Lombardo, Grillo, Amadeo, Riccioli, Santapaola: 1 | Marcatori | 3: Bosurgi 2: Morvillo, Marchetti 1: Lopez, Gitto, Majolino |

#### Seconda Fase
Tre gruppi da tre e quattro squadre ciascuno: si qualificano alla Final Six le prime due di ciascun gruppo. Il Catania è incluso nel Gruppo C, disputato a Cosenza
| Arbitri: | Bruno Navarra Francesco Barbera |

|                                                               |           |                                        |
| Marletta: 4 Grillo: 2 Campione, Palmieri, Amedeo, Riccioli: 1 | Marcatori | 3: D'Agata 2: Gitto, Morvillo, Bosurgi |

| Arbitri: | Francesco Barbera Stefano Ricciotti |

|                                                         |           |                                                                       |
| Anastasio: 3 Foresta Acampora: 2 Migliaccio, Tortora: 1 | Marcatori | 5: Palmieri 1: G. Buccheri, Y. Buccheri, Santapaola, Grillo, Marletta |

| Arbitri: | Bruno Navarra Attilio Paoletti |

|                                                      |           |                                           |
| Koide: 3 Citino, Marani: 2 Motta, De Cuia, Presta: 1 | Marcatori | 3: Marletta 2: Grillo, Palmieri 1: Aiello |

#### Final Six
| Arbitri: | Alessandro Severo Bruno Navarra |

|                                                                |           |                                 |
| Koide: 3 Citino: 2 De Mari, Motta, Marani, Diacovo, D'Amico: 1 | Marcatori | 3: Grillo 1: Santapaola, Amadeo |

| Arbitri: | Massimo Calabrò Arnaldo Petronilli |

|                                       |           |                                                                                      |
| Buccheri, Grillo, Amadeo, Lombardo: 1 | Marcatori | 4: Nencha 2: Gottardo, Millo, Fisco 1: Savioli, Casson, Dario, Mazzolin, Lascialandà |

| Arbitri: | Stefano Ricciotti Arnaldo Petronilli |

|                                                            |           |                     |
| Cocchiere: 4 Dufour, Rogondino: 2 Viacava, Millo, Boero: 1 | Marcatori | 1: Grillo, Riccioli |

| Arbitri: | Stefano Ricciotti Stefano Riccitelli |

|                                             |           |                                                                   |
| Santapaola, Marletta, Riccioli: 2 Grillo: 1 | Marcatori | 3: Canetti 2: Lapi, Galardi, Francini, Bartolini 1: Giachi, Bosco |

| Arbitri: | Stefano Ricciotti Bruno Navarra |

|                                            |           |                                   |
| Ioannou: 7 Avegno: 6 Zanetta, Sessarego: 2 | Marcatori | 3: Marletta 2: Riccioli 1: Grillo |

## Statistiche

### Statistiche di squadra
- Statistiche aggiornate al 21 maggio 2016.

| Competizione | Punti | In casa | In casa | In casa | In casa | In casa | In casa | In trasferta | In trasferta | In trasferta | In trasferta | In trasferta | In trasferta | Neutro | Neutro | Neutro | Neutro | Neutro | Neutro | Totale | Totale | Totale | Totale | Totale | Totale | DR  |
| Competizione | Punti | G       | V       | N       | P       | Gf      | Gs      | G            | V            | N            | P            | Gf           | Gs           | G      | V      | N      | P      | Gf     | Gs     | G      | V      | N      | P      | Gf     | Gs     | DR  |
| ------------ | ----- | ------- | ------- | ------- | ------- | ------- | ------- | ------------ | ------------ | ------------ | ------------ | ------------ | ------------ | ------ | ------ | ------ | ------ | ------ | ------ | ------ | ------ | ------ | ------ | ------ | ------ | --- |
| Serie A1     | 21    | 9       | 6       | 0       | 3       | 104     | 94      | 9            | 2            | 0            | 7            | 94           | 113          | 0      | 0      | 0      | 0      | 0      | 0      | 18     | 8      | 0      | 10     | 198    | 207    | -9  |
| Playoff      | -     | 0       | 0       | 0       | 0       | 0       | 0       | 2            | 0            | 0            | 2            | 11           | 22           | 0      | 0      | 0      | 0      | 0      | 0      | 2      | 0      | 0      | 2      | 11     | 22     | -11 |
| Coppa Italia | -     | 3       | 1       | 0       | 2       | 29      | 31      | 8            | 2            | 0            | 6            | 53           | 94           | 0      | 0      | 0      | 0      | 0      | 0      | 11     | 3      | 0      | 8      | 82     | 125    | -43 |
| Totale       | -     | 12      | 7       | 0       | 5       | 133     | 125     | 18           | 4            | 0            | 14           | 152          | 217          | 1      | 0      | 0      | 1      | 6      | 12     | 31     | 11     | 0      | 20     | 291    | 354    | -63 |

### Classifica marcatori
| Tot. | Giocatrice         | A1 | CI |
| ---- | ------------------ | -- | -- |
| 67   | Claudia Marletta   | 46 | 21 |
| 52   | Valeria Palmieri   | 44 | 8  |
| 44   | Tania Di Mario     | 44 | 0  |
| 40   | Roberta Grillo     | 23 | 17 |
| 24   | Isabella Riccioli  | 12 | 12 |
| 14   | Roberta Santapaola | 7  | 7  |
| 12   | Emily Greenwood    | 12 | 0  |
| 9    | Giulia Buccheri    | 7  | 2  |
| 8    | Giorgia Amadeo     | 2  | 6  |
| 8    | Sofia Lombardo     | 6  | 2  |
| 6    | Giulia Aiello      | 5  | 1  |
| 4    | Ylenia Buccheri    | 1  | 3  |
| 3    | Giulia Campione    | 2  | 1  |